# كايل سوليفان
كايل سوليفان (بالإنجليزية: Kyle Sullivan)‏ (و. 1988 – م) هو ممثل، وممثل أفلام، وممثل تلفزيوني، من الولايات المتحدة الأمريكية، ولد في لوس أنجلوس.

## وصلات خارجية
- كايل سوليفان على موقع IMDb (الإنجليزية)
- كايل سوليفان على موقع أول موفي (الإنجليزية)
- كايل سوليفان على موقع قاعدة بيانات الفيلم (الإنجليزية)